# Thymoites levii
Thymoites levii är en spindelart som beskrevs av Lucian Gruia 1973. Thymoites levii ingår i släktet Thymoites och familjen klotspindlar.
Artens utbredningsområde är Kuba. Inga underarter finns listade i Catalogue of Life.